# Spottiswoode Aitken
Frank Spottiswoode Aitken (16 de abril de 1868 – 26 de febrero de 1933) fue un actor escocés-estadounidense de la época del cine mudo. Actuó como el Dr. Cameron en el drama épico de D. W. Griffith: El nacimiento de una nación.

## Primeros años
Aitken nació el 16 de abril de 1868 en Edimburgo, Escocia.

## Actuación
En su libro, The King of the Movies: Film Pioneer Siegmund Lubin, Joseph P. Eckhardt Escribió que Aitken fue "entrenado como un actor shakespeariano, con muchos años de experiencia en su haber". Su debut fílmico llegó en 1911. Finalmente apareció en 81 largometrajes entre 1914 y 1927.

## Empresario
Aitken fue uno de los primeros actores en asentarse en Los Ángeles cuando la industria cinematográfica todavía se encontraba en su apogeo en Nueva York. Invirtió la mayoría de sus ingresos en inmuebles, comprando naranjales alrededor de lo que sería Hollywood.

## Vida personal
Aitken estuvo implicado en una polémica en 1922 cuando, después de demandar el divorcio a su mujer Marion Dana Jones por supuesta infidelidad, ella contrademandó. Una noticia de la United Press informó que ella "alegó que su marido la había obligado a vivir con Hay Weinstein, rico residente de Santa Bárbara, de modo que él pudiera extorsionar a Weinstein".
La pareja tuvo tres hijos: Francis Spottiswoode Aitken Jr., Frances Aitken y Margaret Shirley Aitken.

## Muerte
Aitken murió el 24 de febrero de 1933 en Los Ángeles, California. Tenía 64 años. Fue enterrado en el Hollywood Forever Cementery.

## Filmografía parcial
- The Battle (1911, cortometraje) - Rol menor
- The Sands of Dee (1912, cortometraje)
- The Green-Eyed Devil (1914, cortometraje)
- Home, Sweet Home (1914) - James Smith -  Padre de Mary
- The Girl in the Shack (1914, cortometraje) - Padre de Jenny - Sheriff
- The Angel of Contention (1914, cortometraje) - Padre de Nettie
- The Avenging Conscience (1914) - el tío
- The Old Fisherman's Story (1914) - viejo pescador
- The Birth of a Nation (1915) - Dr. Cameron
- The Outcast (1915) - El abogado
- The Outlaw's Revenge (1915) - The Soothsayer
- Captain Macklin (1915, cortometraje) - General Laquerre
- Her Shattered Idol (1915) - Coronel Nutt - tío de Mae
- The Price of Power (1916) - Gabriel Brooks - Padre de Maisie
- Acquitted (1916) - Charles Ryder
- The Flying Torpedo (1916) - Bartholomew Thompson
- Macbeth (1916) - Duncan
- An Innocent Magdalene (1916) - Cnel. Raleigh
- Intolerance (1916) - Brown Eyes's Father
- The Old Folks at Home (1916) - Juez
- The Wharf Rat (1916) - Carl Wagner
- The Americano (1916) - Presidente Hernando de Valdez
- Pathways of Life (1916, cortometraje) - Daddy Wisdom
- Stage Struck (1917) - The Judge
- A Woman's Awakening (1917) - Judge Cotter
- Cheerful Givers (1917) - Rev. John Deady
- Souls Triumphant (1917) - Josiah Vale
- Melissa of the Hills (1917) - Jethro Stark
- Charity Castle (1917) - Lucius Garrett
- Her Country's Call (1917) - Dr. Downie
- Southern Pride (1917) - Father Mort
- A Game of Wits (1917) - Silas Stone
- Beauty and the Rogue (1918) - Benjamin Wilson
- The Mating of Marcella (1918) - Jose Duranzo
- How Could You Jean? (1918) - Rufus Bonner
- In Judgement Of (1918) - Mr. Manners
- The Cruise of the Make-Believes (1918) - Simon Quarle
- Jane Goes A-Wooing (1919) - David Lyman
- The Secret Garden (1919) - Archibald Craven
- Who Cares? (1919) - Mr. Ludlow
- Fighting Through (1919) - Col. DuBrey Carter
- The Wicked Darling (1919) - Fadem
- Captain Kidd, Jr. (1919) - Augus MacTavish
- The White Heather (1919) - James Hume
- Caleb Piper's Girl (1919) - Caleb Piper
- An Innocent Adventuress (1919) - Meekton
- Hay Foot, Straw Foot (1919) - Thaddeus Briggs
- Evangeline (1919) - Benedict Bellefontaine
- Rough Riding Romance (1919) - El Rey
- The Broken Commandments (1919) - Mr. Banard
- Her Kingdom of Dreams (1919) - David Rutledge
- Bonnie Bonnie Lassie (1919) - Jeremiah Wishart
- The Thunderbolt (1919) - Allan Pomeroy
- A Woman of Pleasure (1919) - Wilberforce Pace
- Witch's Gold (1920)
- The White Circle (1920) - Bernard Huddlestone
- Nomads of the North (1920) - Old Roland
- Dangerous Love (1920) - The Father
- The Unknown Wife (1921) - Henry Wilburton
- Reputation (1921) - Karl
- At the End of the World (1921)
- Beyond (1921) - Rufus Southerne
- The Man of Courage (1922) - Stephen Gregory
- The Trap (1922) - The Factor
- Monte Cristo (1922) - Abbé Faria
- The Snowshoe Trail (1922) - John Lounsbury
- Manslaughter (1922) - Member of the Jury (uncredited)
- The Young Rajah (1922) - Caleb
- One Wonderful Night (1922) - Ministro
- A Dangerous Game (1922) - Edward Peebles
- Around the World in Eighteen Days (1923) - Piggott
- Merry-Go-Round (1923) - Minister of War / Gisella's Father
- Six Days (1923) - Pere Jerome
- The Love Pirate (1923) - Cyrus Revere
- Pioneer's Gold (1924) - Bob Hartley
- Triumph (1924) - Torrini
- Lure of the Yukon (1924) - Sourdough McCraig
- The Fire Patrol (1924) - Captain John Ferguson
- Gerald Cranston's Lady (1924) - Ephraim Brewster
- Those Who Dare (1924) - Thorne Wtherell
- The Coast Patrol (1925) - Capt. Slocum
- The Handicap (1925) - abuelo de Henrietta
- The Goose Woman (1925) - Jacob Rigg
- The Eagle (1925) - padre de Dubrovsky (sin acreditar)
- Accused (1925) - Eagle Eye
- The Power of the Weak (1926) - el padre
- The Two-Gun Man (1926) - Dad Randall
- Roaring Fires (1927) - Calvert Carter
- The Power of the Press (1928) - Sports Writer (último rol)